# Comtec Racing

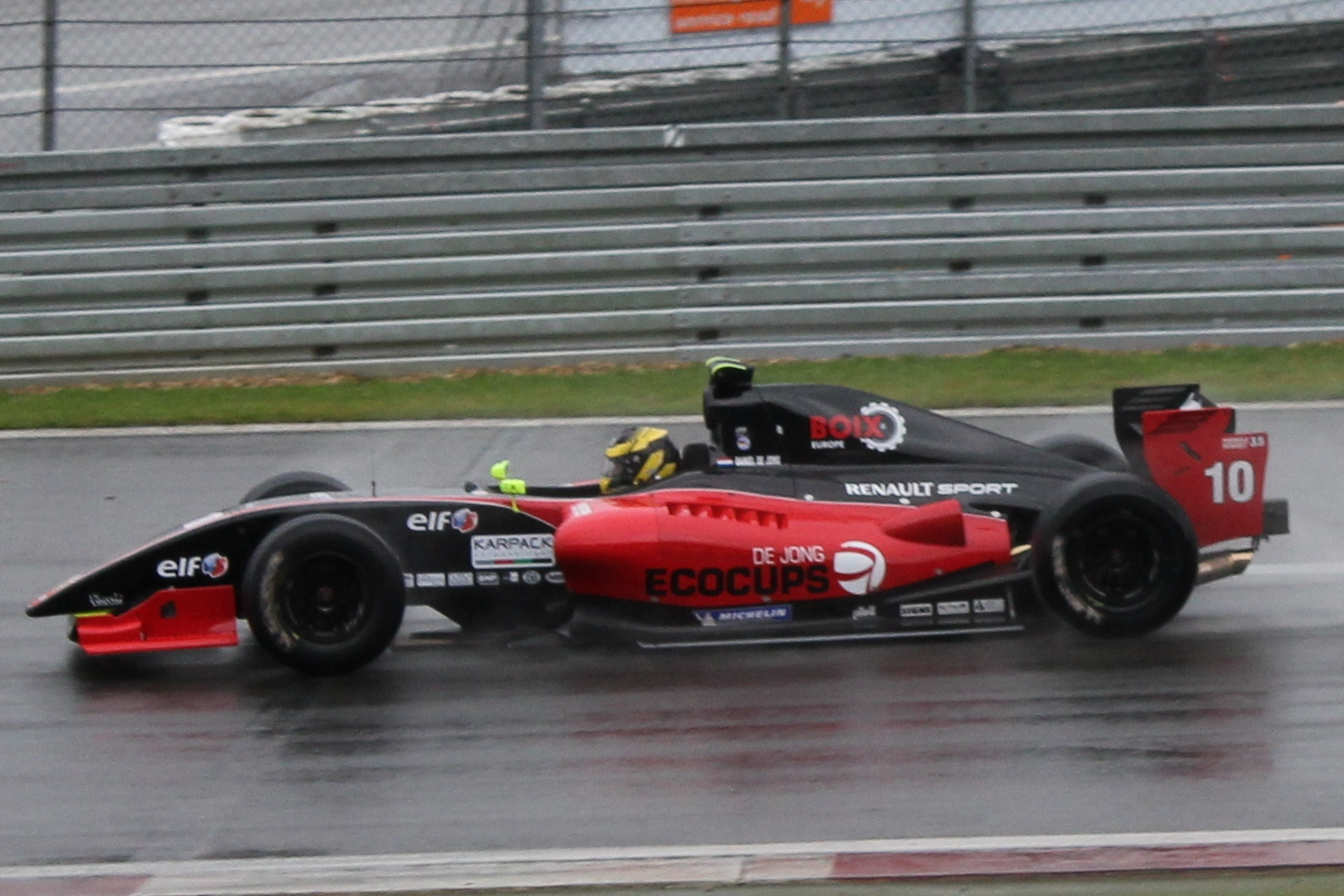
Daniël de Jong corriendo en Fórmula Renault para Comtec.

Comtec Racing fue una escudería de automovilismo con base en Norfolk, Reino Unido que compitió en la Fórmula Renault 3.5 y en la Fórmula Renault 2.0, entre otros campeonatos.
Comtec Racing nace en 2001 por iniciativa de Jonathan Lewis y Pierre Moncheur, llegan a la World Series by Renault en la temporada 2006 con los pilotos Alx Danielsson y Celso Míguez, ese año obtienen 4 victorias con Danielsson aunque una de ellas fue decidida por un tribunal tras descalificar al piloto venezolano Pastor Maldonado quien había ganado la carrera. Comtec Racing en su debut en esta categoría logró llevar a Danielsson titularse piloto campeón de la WSR y la escudería quedó en el tercer puesto con 130 puntos.
Para la temporada 2007 de la World Series cuentan con los pilotos Jaap Van Lagen y Alejandro Núñez.
En la temporada 2011, disputan la temporada con dos rookies, lo cual les hace terminar últimos en el campeonato con tan solo 2 puntos, conseguidos en la última carrera de la temporada. Continuaron en este campeonato con diferentes pilotos, ganando dos carreras en 2012 con Nick Yelloly, quien finalizó quinto ese año. Tras dejar la World Series, el equipo no ha vuelto a la competición.